# Corypheae
Corypheae es una tribu de plantas de flores perteneciente a la familia Arecaceae. Tiene las siguientes subtribus y géneros.

## Subtribus y géneros
- Subtribu: Coryphinae
  - Géneros: Chuniophoenix - Corypha - Kerriodoxa - Nannorrhops
- Subtribu: Livistoninae
  - Géneros: Acoelorrhaphe - Brahea - Colpothrinax - Copernicia - Johannesteijsmannia - Licuala - Livistona - Pholidocarpus - Pritchardia - Pritchardiopsis - Serenoa - Washingtonia
- Subtribu: Sabalinae
  - Géneros: Sabal
- Subtribu: Thrinacinae
  - Géneros: Chamaerops - Chelyocarpus - Coccothrinax - Cryosophila - Guihaia - Itaya - Maxburretia - Rhapidophyllum - Rhapis - Schippia - Thrinax - Trachycarpus - Trithrinax - Zombia